# Bojongsari Baru
Bojongsari Baru is een bestuurslaag in het regentschap Depok van de provincie West-Java, Indonesië. Bojongsari Baru telt 8960 inwoners (volkstelling 2010).